# Bipyridine

Structure de la 2,2'-bipyridine

Structure de la 4,4'-bipyridine

Les bipyridines sont une famille de composés chimiques organique, hétérocyclique, de formule brute (C5H4N)2, formés à partir de deux pyridines couplées.
Les bipyridines sont des solides incolores, solubles dans les solvants organiques et légèrement solubles dans l'eau.
Il existe six isomères de la bipyridine. Les deux isomères les plus importants sont :
- la 2,2'-bipyridine, un ligand très utilisé en chimie de coordination ;
- la 4,4'-bipyridine, un précurseur dans la synthèse du paraquat (un herbicide) et dans la formation de polymères de coordination.

La 2,2'-bipyridine est largement utilisée comme ligand en chimie de coordination. Elle peut former des complexes avec des métaux dans un large éventail de degrés d'oxydation. Elle se lie invariablement au métal par les deux atomes d'azote, ce qui en fait un ligand bidentate solidement fixé, conduisant à des complexes stables. Le titane, par exemple, peut être stabilisé aux degrés d'oxydation 0 et -I. De tels complexes peuvent être préparés suivant la réaction dont l'équation est :
- TiCl4 + 2Li2bipy + bipy    −−(THF) →    Ti(bipy)3 + 3LiCl

Ce mode de préparation est général et se décrit ainsi :
- MXy + yLi2bipy + nbipy    −−(THF) →    M(bipy)n + yLiX + yLi(bipy)

La stabilité de tels complexes est souvent suffisante pour résister à l'hydrolyse.